# Chiesa del santo Angelo Custode
La chiesa del Santo Angelo Custode (o delle Riparate,  dal nome del reclusorio un tempo all'interno del monastero) è una chiesa cattolica che si trova ad Alcamo, in provincia di Trapani.

## Descrizione
La chiesa del Santo Angelo Custode di Alcamo, a navata unica, è una chiesa barocca edificata nel 1659 (con l'annesso "Conservatorio delle Reparate" del 1684), fu ingrandita e abbellita nel ‘700 dall'architetto Giovan Biagio Amico e poi restaurata di nuovo nell'800.
Negli ultimi anni è stata migliorata la struttura dell'edificio, rendendolo più idoneo alle esigenze moderne.

## Storia delle Riparate
Il 24 aprile 1647, gli amministratori di Alcamo, e cioè i 4 giurati Francesco Triolo, Carlo Rinaldi Romano, Michele Lazio e Bernardo Tornamira,  fondarono una Casa per le Donne Ripentite o Riparate, cioè peccatrici convertite, affinché rifuggissero dal peccato e dalle tentazioni del demonio.  Detta istituzione ebbe come nome Casa delle sorelle della penitenza; queste donne avrebbero dovuto vivere "con le elemosine della gente e sotto gli ordinamenti del vescovo di Mazzara del Vallo o dal suo vicario foraneo".
I giurati si riservavano la facoltà di eleggere annualmente quattro deputati, due sacerdoti e due laici, che dovevano gestire  la detta Casa e i suoi beni: l'elezione si doveva fare il giorno 8 settembre, festa della Natività della Beata Vergine Maria e di Santa Maria dello Stellario. 
Si pensa che la casa non sia entrata in funzione o abbia avuto breve esistenza, forse a causa della carestia di quel periodo e delle scarse elemosine da parte del popolo.
Nel 1659 il sacerdote Francesco Lazio lasciò i suoi beni alla "Chiesa del S.Angelo Custode, da fabbricarsi e costruirsi- con annesso ricettacolo di donne atto alla detta Chiesa in contrada della Loggia e nella strada grande, detta della Corsa."
 Il Reclusorio doveva seguire la Regola di Santa Francesca Romana e solo dopo la morte del Lazio (1688) la chiesa e la casa furono destinate alle Riparate, che fino allora avevano abitato in una casa affittata.
Non avendo alcuna rendita, le donne, il 7 marzo del 1689, scrissero al Procuratore del Conte di Modica e Signore di Alcamo per chiedere la concessione di un pezzo di terreno sul monte Bonifato  coltivabile a sommacco) per sostenere il loro mantenimento; alcuni mesi più tardi venne concesso da parte dei Giurati l'appezzamento di terra richiesto. 
La nipote del Lazio, donò nel 1691 un fabbricato attiguo alla chiesa, da utilizzare come abitazione, sussidio e mantenimento  della devota Opera delle Donne Riparate.
L'Opera (o Reclusorio), infatti, si mantenne con doni e lasciti da parte di varie persone benestanti.
Nel 1774 le Riparate erano 10, provenienti dalle province di Trapani, Palermo e Messina, per poi  stabilizzarsi a 15.
Le donne erano costrette a sottoporsi a pratiche di penitenza e a severe punizioni corporali.
Dal 1820, a seguito del nuovo ordinamento sui Pii Istituti, il Reclusorio accolse solo "donne religiose" dell'ordine di San Benedetto e anche orfane. 
Poiché nel 1880 era un ente morale non fu soggetto a confisca dei beni da parte del demanio.

### Attività svolte dal Monastero
Nel corso dei tempi venivano effettuate queste diverse attività:
- Tessitura e cucito
- Capi in lana
- Rammendo
- Stireria
- Filati e ricami
- Confezioni di dolci
- Cretoplastica, ceroplastica e smaltoplastica
- Asilo infantile (dal 1950 al 1972)
- Corsi professionali e di addestramento (dal 1957 al 1978).

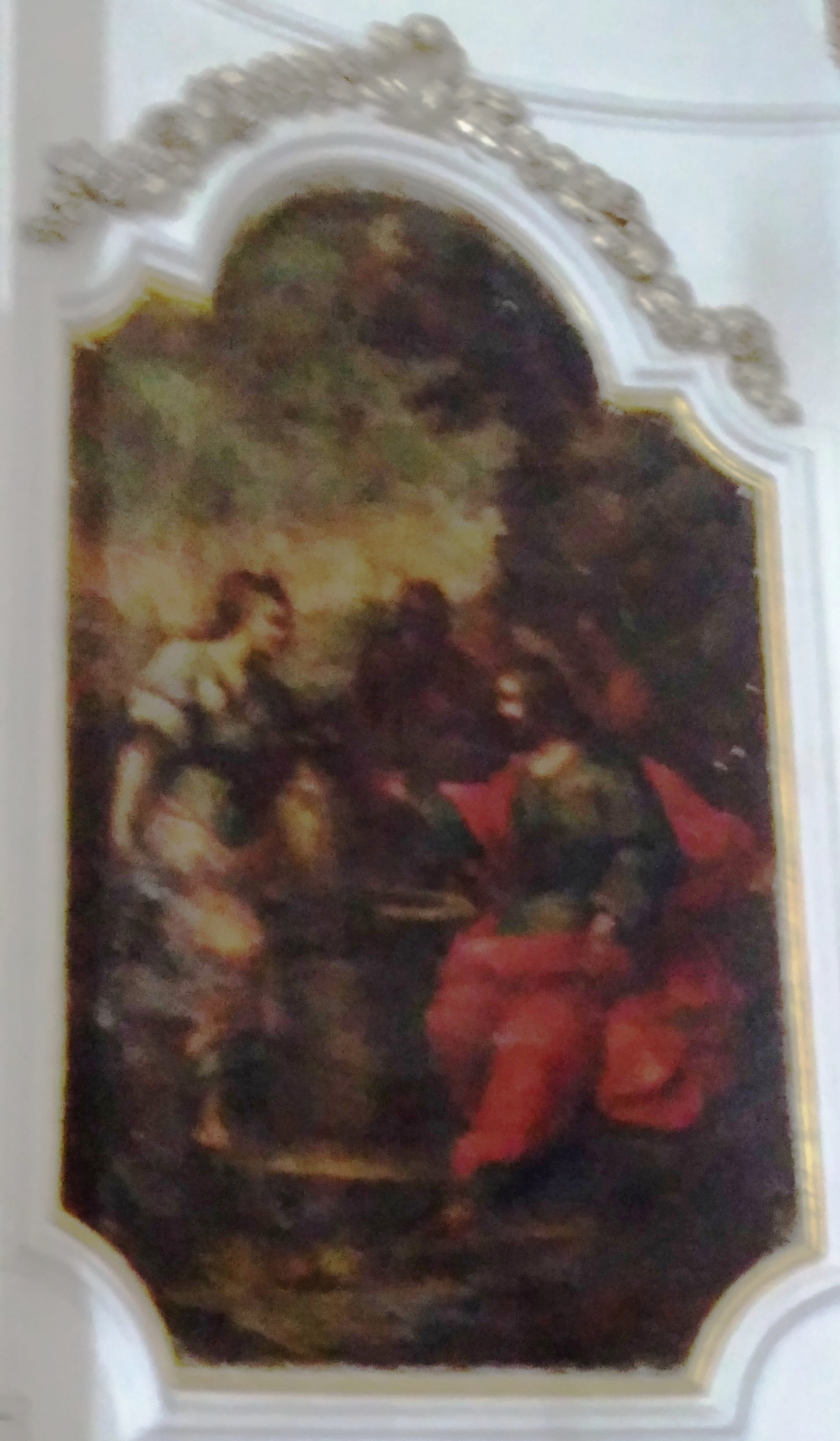
Gesù e la Samaritana
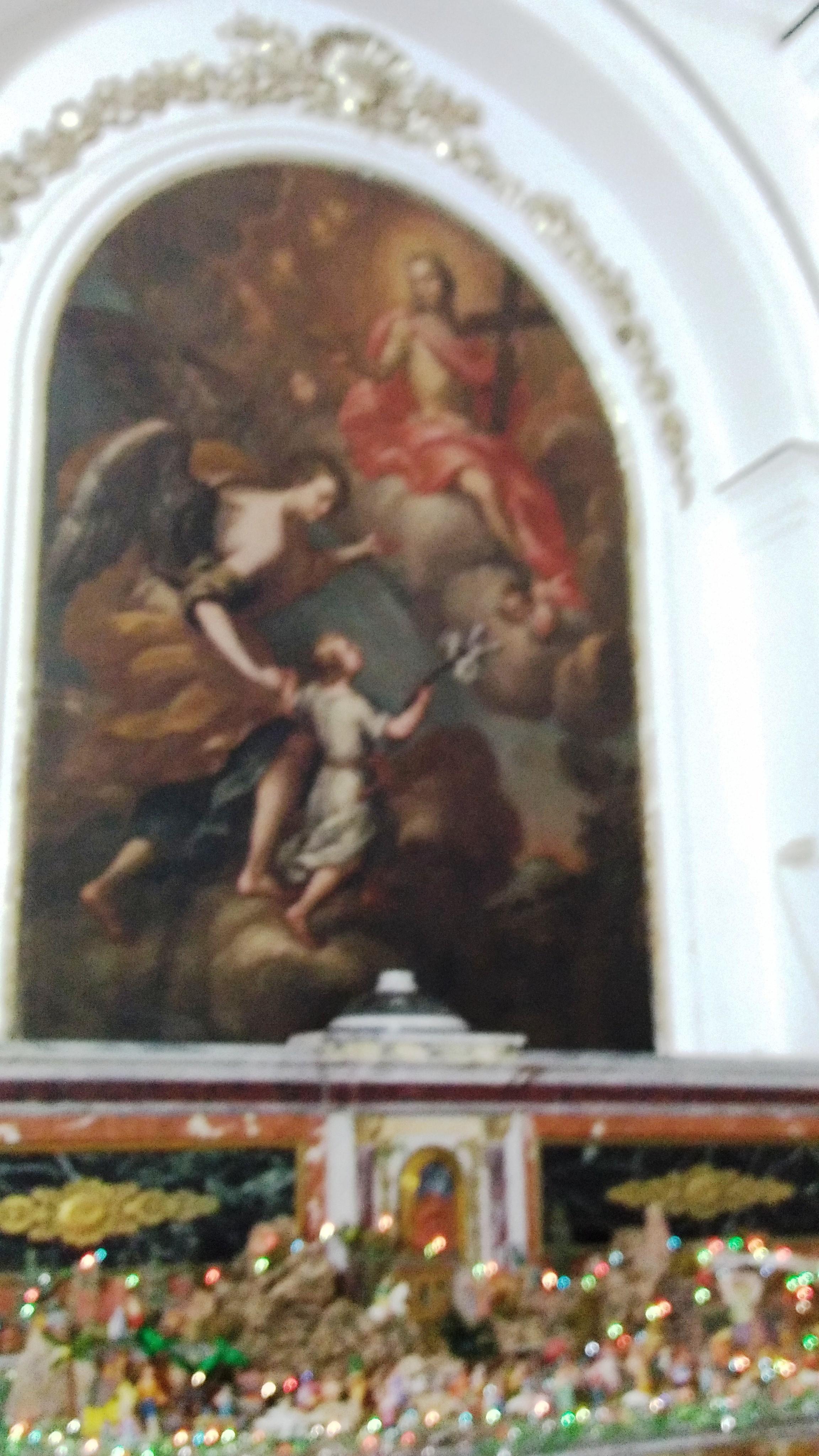
L'Angelo Custode
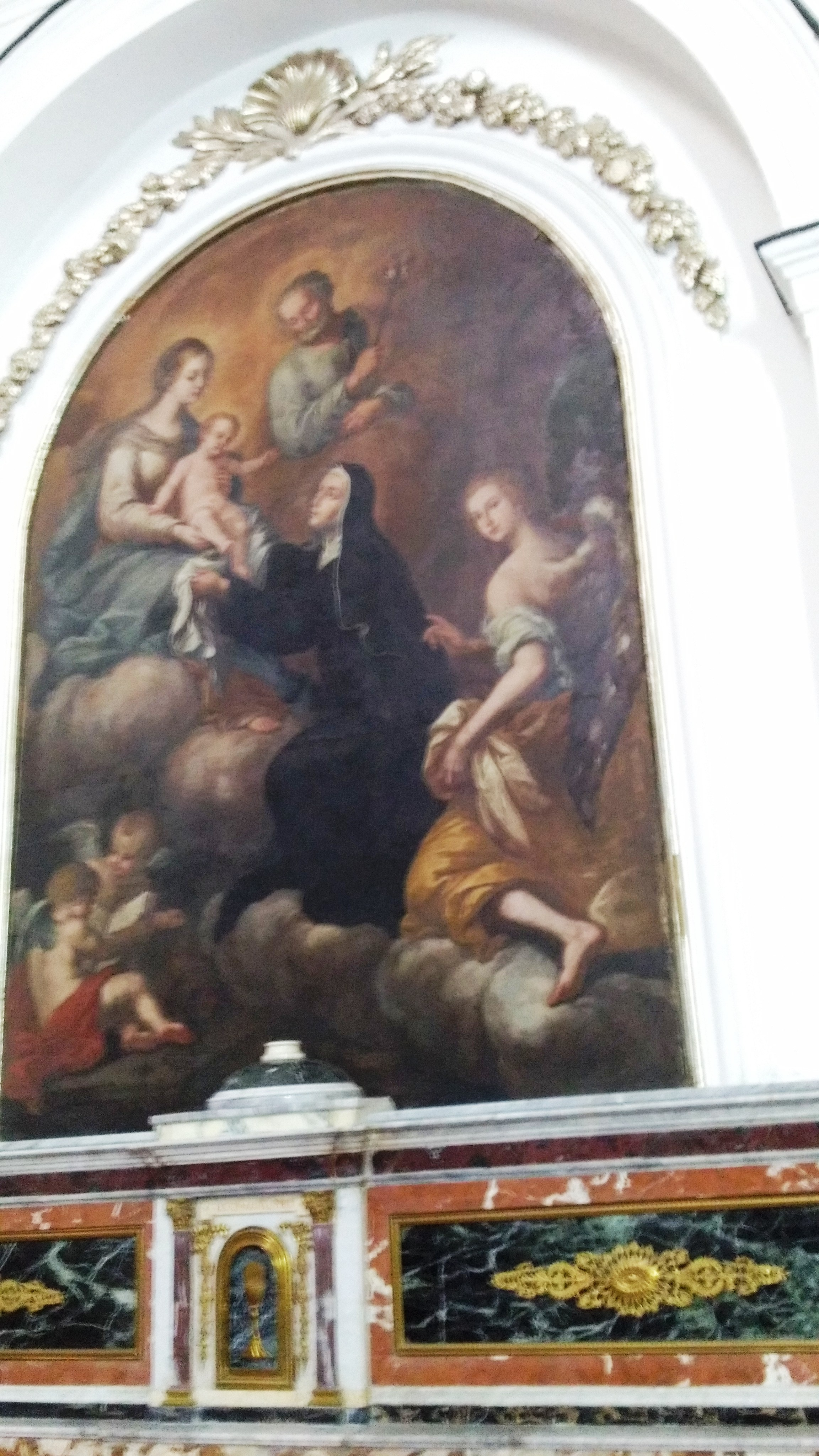
Santa Francesca Romana

## Opere
All'interno della chiesa:
- L’Apparizione di Gesù alla Maddalena (sotto la cantoria a destra), di ignoto autore
- S. Margherita da Cortona (sotto la cantoria a sinistra), di ignoto autore.
- Angelo Custode, tela di Domenico La Bruna (1738).
- "Santa Francesca Romana", altra tela dello stesso pittore (1738).
- Gesù e Samaritana, nell’abside, a sinistra, di ignoto autore
- Gesù e l’Adultera (nell’abside, a destra) di ignoto autore
- Sacro Cuore di Gesù (1789), tela di ignoto autore.
- Madonna della Libera, tela di G.Mistretta, II metà dell'Ottocento
- Corona lignea settecentesca, Crocifisso e stucchi sull'altare maggiore
- Statua di san Benedetto, della scuola Santifaller (1980)
- Statua di santa Scolastica, della scuola Santifaller (1980)

All'interno del Monastero ci sono questi dipinti:
- S.Angelo Custode, antica tela
- Sant'Atanasio, Cristo e la Vergine (d'ignoto autore)
- San Giuseppe
- San Benedetto
- Ecce Homo
- L'Addolorata
- Maria Santissima dei Miracoli(1784) tela di ignoto autore
- Maria Santissima dei Miracoli: pittura su lamiera, attribuita a Giuseppe Renda
- San Benedetto, tela del sac. Francesco Alesi
- Santa Scolastica, tela del sac. Francesco Alesi
- San Benedetto e santa Scolastica a colloquio, tavola del sac. Francesco Alesi
- Santa Cecilia, tavola probabilmente realizzata dal sac. Alesi.